# Kanton Rouvroy
Der Kanton Rouvroy war von 1985 bis 2015 ein französischer Kanton im Arrondissement Lens, im Département Pas-de-Calais und in der Region Nord-Pas-de-Calais. Sein Hauptort war Rouvroy. Dieser Kanton schied wie der Kanton Avion mit Ablauf des Jahres 2006 aus dem Arrondissement Arras aus und gehörte ab dem 1. Januar 2007 dem Arrondissement Lens an.
Der Kanton Rouvroy lag im Mittel 52 Meter über Normalnull, zwischen 31 Metern in Méricourt und 68 Metern in Drocourt.

## Gemeinden
Der Kanton bestand aus einem Teil der Stadt Méricourt (angegeben ist hier die Gesamteinwohnerzahl, im Kanton lebten davon etwa 7.900 Einwohner) und weiteren zwei Gemeinden:
| Gemeinde  | Einwohner Jahr | Fläche km² | Bevölkerungsdichte | Code INSEE | Postleitzahl |
| --------- | -------------- | ---------- | ------------------ | ---------- | ------------ |
| Drocourt  | 2.973 (2013)   | 3,4        | 874 Einw./km²      | 62277      | 62320        |
| Méricourt | 11.708 (2013)  | –          | – Einw./km²        | 62570      | 62680        |
| Rouvroy   | 8.604 (2013)   | 6,42       | 1340 Einw./km²     | 62724      | 62320        |